# William Gerald D'Arcy
Pour les articles homonymes, voir D'Arcy.
William Gerald D'Arcy, né le 29 août 1931 et mort le 16 décembre 1999 est un botaniste et un explorateur américain d'origine canadienne.